# Italië op de Olympische Winterspelen 1992
Tijdens de Olympische Winterspelen van 1992, die in Albertville (Frankrijk) werden gehouden, nam Italië voor de zestiende keer deel.

## Medailleoverzicht
| Sport       | Olympiër                                                           | Discipline                    | Medaille |
| ----------- | ------------------------------------------------------------------ | ----------------------------- | -------- |
| Alpineskiën | Josef Polig                                                        | combinatie (m)                | Goud     |
| Alpineskiën | Alberto Tomba                                                      | reuzenslalom (m)              | Goud     |
| Alpineskiën | Deborah Compagnoni                                                 | super g (v)                   | Goud     |
| Langlaufen  | Stefania Belmondo                                                  | 30 km vrije stijl (v)         | Goud     |
| Alpineskiën | Gianfranco Martin                                                  | combinatie (m)                | Zilver   |
| Alpineskiën | Alberto Tomba                                                      | slalom (m)                    | Zilver   |
| Langlaufen  | Marco Albarello                                                    | 10 km klassiek (m)            | Zilver   |
| Langlaufen  | Maurilio De Zolt                                                   | 50 km vrije stijl (m)         | Zilver   |
| Langlaufen  | Stefania Belmondo                                                  | 30 km vrije stijl (v)         | Zilver   |
| Langlaufen  | Giuseppe Puliè Marco Albarello Giorgio Vanzetta Silvio Fauner      | 4x10 km estafette (m)         | Zilver   |
| Langlaufen  | Giorgio Vanzetta                                                   | 50 km vrije stijl (m)         | Brons    |
| Langlaufen  | Giorgio Vanzetta                                                   | achtervolging 10 km+15 km (m) | Brons    |
| Langlaufen  | Bice Vanzetta Manuela Di Centa Gabriella Paruzzi Stefania Belmondo | 30 km vrije stijl (v)         | Brons    |
| Rodelen     | Hansjörg Raffl Norbert Huber                                       | dubbel                        | Brons    |

## Deelnemers en resultaten

### Alpineskiën
| Olympiër                | Discipline       | Resultaat | Prestatie                                                                                    |
| ----------------------- | ---------------- | --------- | -------------------------------------------------------------------------------------------- |
| Sergio Bergamelli       | reuzenslalom (m) | 17e       | 2.11,75 (+4,77) 1.06,95+1.04,80                                                              |
| Franco Colturi          | afdaling (m)     | 10e       | 1.52,07 (+1,70)                                                                              |
| Franco Colturi          | combinatie (m)   | 31e       | 176,69 p. (+162,11) afdaling: 6,32 p. (1.45,59) slalom: 170,37 p. (2.11,24: 1.09,46+1.01,78) |
| Fabio De Crignis        | slalom (m)       | dq-2      | diskwalificatie run 2 53,31+dq                                                               |
| Carlo Gerosa            | slalom (m)       | 11e       | 1.47,10 (+2,71) 53,18+53,92                                                                  |
| Kristian Ghedina        | afdaling (m)     | 11e       | 1.52,28 (+1,91)                                                                              |
| Kristian Ghedina        | combinatie (m)   | 6e        | 38,96 p. (+24,38) afdaling: 17,13 p. (1.46,65) slalom: 21,83 p. (1.44,91: 52,43+52,48)       |
| Patrick Holzer          | super g (m)      | dnf       | opgave                                                                                       |
| Patrick Holzer          | reuzenslalom (m) | dnf-1     | opgave run 1                                                                                 |
| Konrad Kurt Ladstaetter | slalom (m)       | 21e       | 1.49,87 (+5,48) 54,68+55,19                                                                  |
| Gianfranco Martin       | afdaling (m)     | 14e       | 1.52,48 (+2,11)                                                                              |
| Gianfranco Martin       | super g (m)      | 12e       | 1.14,81 (+1,77)                                                                              |
| Gianfranco Martin       | combinatie (m)   | Zilver    | 14,9 p. (+0,32) afdaling: 5,2 p. (1.45,48) slalom: 9,7 p. (1.42,76: 50,16+52,60)             |
| Josef Polig             | super g (m)      | 5e        | 1.13,88 (+0,84)                                                                              |
| Josef Polig             | reuzenslalom (m) | 9e        | 2.09,45 (+2,47) 1.06,17+1.03,28                                                              |
| Josef Polig             | combinatie (m)   | Goud      | 14,58 p. afdaling: 8,26 p. (1.45,78) slalom: 6,32 p. (1.42,16: 51,27+50,89)                  |
| Danilo Sbardellotto     | afdaling (m)     | dnf       | opgave                                                                                       |
| Alberto Senigagliesi    | super g (m)      | 19e       | 1.15,70 (+2,66)                                                                              |
| Alberto Tomba           | reuzenslalom (m) | Goud      | 2.06,98 1.04,57+1.02,41                                                                      |
| Alberto Tomba           | slalom (m)       | Zilver    | 1.44,67 (+0,28) 53,01+51,66                                                                  |
|                         |                  |           |                                                                                              |
| Deborah Compagnoni      | super g (v)      | Goud      | 1.21,22                                                                                      |
| Deborah Compagnoni      | reuzenslalom (v) | dnf-1     | opgave run 1                                                                                 |
| Morena Gallizio         | super g (v)      | 23e       | 1.26,19 (+4,97)                                                                              |
| Morena Gallizio         | combinatie (v)   | 16e       | 93,21 p. (+90,66) afdaling: 49,86 p. (1.29,84) slalom: 43,35 p. (1.14,56: 36,94+37,62)       |
| Lara Magoni             | reuzenslalom (v) | dnf-2     | opgave run 2 1.09,13+dnf                                                                     |
| Lara Magoni             | slalom (v)       | 12e       | 1.35,00 (+2,32) 49,73+45,27                                                                  |
| Barbara Merlin          | super g (v)      | 16e       | 1.25,13 (+3,91)                                                                              |
| Barbara Merlin          | reuzenslalom (v) | 16e       | 2.17,32 (+4,58) 1.08,47+1.08,85                                                              |
| Bibiana Perez           | super g (v)      | 13e       | 1.24,69 (+3,47)                                                                              |
| Bibiana Perez           | reuzenslalom (v) | dnf-1     | opgave run 1                                                                                 |
| Bibiana Perez           | slalom (v)       | dnf-1     | opgave run 1                                                                                 |
| Astrid Plank            | slalom (v)       | dnf-1     | opgave run 1                                                                                 |

### Biatlon
| Olympiër                                                                | Discipline             | Resultaat | Prestatie |
| ----------------------------------------------------------------------- | ---------------------- | --------- | --- |
| Pieralberto Carrara                                                     | 10 km (m)              | 41e       | 28.30,1 (+2.27,8) pen.: 3 (2 + 1)                                                                                           |
| Hubert Leitgeb                                                          | 10 km (m)              | 26e       | 27.40,3 (+1.38,0) pen.: 2 (1 + 1)                                                                                           |
| Wilfried Pallhuber                                                      | 20 km (m)              | 40e       | 1:02.35,4 (+5.01,0) pen.: 6 (1 + 2 + 0 + 3)                                                                                 |
| Johann Passler                                                          | 10 km (m)              | 15e       | 27.20,4 (+1.18,1) pen.: 3 (1 + 2)                                                                                           |
| Johann Passler                                                          | 20 km (m)              | 7e        | 58.25,9 (+51,5) pen.: 4 (1 + 2 + 1 + 0)                                                                                     |
| Gottlieb Taschler                                                       | 20 km (m)              | 44e       | 1:02.41,3 (+5.06,9) pen.: 3 (0 + 2 + 0 + 1)                                                                                 |
| Andreas Zingerle                                                        | 10 km (m)              | 7e        | 26.38,6 (+36,3) pen.: 1 (0 + 1)                                                                                             |
| Andreas Zingerle                                                        | 20 km (m)              | 17e       | 1:00.05,6 (+3.31,2) pen.: 4 (0 + 0 + 0 + 4)                                                                                 |
| Team Hubert Leitgeb Johann Passler Pieralberto Carrara Andreas Zingerle | 4x7,5 km estafette (m) | 4e        | 1:26.18,1 (+1.34,6) pen.: 2 22.01,6 pen.: 0 (0 + 0) 21.37,8 pen.: 2 (0 + 2) 21.24,6 pen.: 0 (0 + 0) 21.14,1 pen.: 0 (0 + 0) |
|                                                                         |                        |           | |
| Erica Carrara                                                           | 7,5 km (v)             | 49e       | 28.38,5 (+4.09,3) pen.: 4 (1 + 3)                                                                                           |
| Erica Carrara                                                           | 15 km (v)              | 53e       | 1:00.58,8 (+9.11,6) pen.: 4 (0 + 2 + 1 + 1)                                                                                 |
| Siegrid Pallhuber                                                       | 7,5 km (v)             | 56e       | 29.23,1 (+4.53,9) pen.: 5 (3 + 2)                                                                                           |
| Siegrid Pallhuber                                                       | 15 km (v)              | 38e       | 58.27,3 (+6.40,1) pen.: 4 (1 + 1 + 1 + 1)                                                                                   |
| Nathalie Santer                                                         | 7,5 km (v)             | 16e       | 26.28,7 (+1.59,5) pen.: 3 (1 + 2)                                                                                           |
| Nathalie Santer                                                         | 15 km (v)              | 8e        | 53.10,3 (+1.23,1) pen.: 3 (1 + 1 + 0 + 1)                                                                                   |
| Monika Schwingshackl                                                    | 7,5 km (v)             | 37e       | 27.56,1 (+3.26,9) pen.: 2 (0 + 2)                                                                                           |
| Monika Schwingshackl                                                    | 15 km (v)              | 57e       | 1:02.39,5 (+11.52,3) pen.: 8 (1 + 4 + 0 + 3)                                                                                |
| Team Erica Carrara Monika Schwingshackl Nathalie Santer                 | 3x7,5 km estafette (v) | 13e       | 1:24.00,8 (+8.05,2) pen.: 2 29.11,4 pen.: 1 (0 + 1) 28.57,5 pen.: 1 (1 + 0) 25.51,9 pen.: 0 (0 + 0)                         |

### Bobsleeën
| Olympiër                                                              | Discipline              | Resultaat | Prestatie                                               |
| --------------------------------------------------------------------- | ----------------------- | --------- | ------------------------------------------------------- |
| Günther Huber Stefano Ticci                                           | 2-mansbob (m) Italië I  | 5e        | 4.03,72 (+0,46) (1.00,36 / 1.00,87 / 1.01,08 / 1.01,41) |
| Pasquale Gesuito Antonio Tartaglia                                    | 2-mansbob (m) Italië II | 12e       | 4.04,94 (+1,68) (1.01,02 / 1.01,07 / 1.01,52 / 1.01,33) |
| Pasquale Gesuito Antonio Tartaglia Paolo Canedi Stefano Ticci         | 4-mansbob (m) Italië I  | 12e       | 3.55,88 (+1,98) (58,78 / 58,83 / 59,12 / 59,15)         |
| Günther Huber Marco Andreatta Thomas Rottensteiner Marcantonio Stiffi | 4-mansbob (m) Italië II | 15e       | 3.55,98 (+2,08) (58,76 / 59,11 / 58,97 / 59,14)         |

### Freestyleskiën
| Olympiër         | Discipline | Resultaat | Prestatie                         |
| ---------------- | ---------- | --------- | --------------------------------- |
| Simone Mottini   | moguls (m) | 24e       | dnq (kwalificatie: 19,92 p.)      |
| Walter Osta      | moguls (m) | 37e       | dnq (kwalificatie: 15,81 p.)      |
| Paolo Silvestri  | moguls (m) | 38e       | dnq (kwalificatie: 15,44 p.)      |
| Giorgio Zini     | moguls (m) | 43e       | dnq (kwalificatie: 9,47 p.)       |
| Silvia Marciandi | moguls (v) | 7e        | 19,66 p. (kwalificatie: 21,72 p.) |
| Petra Moroder    | moguls (v) | 11e       | dnq (kwalificatie: 18,69 p.)      |

### Kunstrijden
| Olympiër                              | Discipline | Resultaat | Prestatie                                                 |
| ------------------------------------- | ---------- | --------- | --------------------------------------------------------- |
| Gilberto Viadana                      | mannen     | dnf       | opgave (korte kür: 19 - lange kür: niet gestart)          |
| Anna Tabacchi Massimo Salvade         | paarrijden | 15e       | 22,5 p. (korte kür: 15 - lange kür: 15)                   |
| Stefania Calegari Pasquale Camerlengo | ijsdansen  | 5e        | 10,0 p. (verpl.1: 5 - verpl.2: 5 - org.: 5 - vrij: 5)     |
| Anna Croci Luca Mantovani             | ijsdansen  | 13e       | 25,0 p. (verpl.1: 13 - verpl.2: 13 - org.: 13 - vrij: 12) |

### Langlaufen
| Olympiër                                                                | Discipline                    | Resultaat | Prestatie                                           |
| ----------------------------------------------------------------------- | ----------------------------- | --------- | --------------------------------------------------- |
| Marco Albarello                                                         | 10 km klassiek (m)            | Zilver    | 27.55,2 (+19,2)                                     |
| Marco Albarello                                                         | 30 km klassiek (m)            | 4e        | 1:23.55,7 (+1.27,9)                                 |
| Marco Albarello                                                         | achtervolging 10 km+15 km (m) | 4e        | +55,4 (10 km:27.55 + 15 km:38.38,3)                 |
| Maurilio De Zolt                                                        | 10 km klassiek (m)            | 58e       | 32.00,1 (+4.24,1)                                   |
| Maurilio De Zolt                                                        | 50 km vrije stijl (m)         | Zilver    | 2:04.39,1 (+57,6)                                   |
| Maurilio De Zolt                                                        | achtervolging 10 km+15 km (m) | dnf       | opgave (10 km:32.00 + 15 km:opgave)                 |
| Silvio Fauner                                                           | 10 km klassiek (m)            | 10e       | 28.53,8 (+1.17,8)                                   |
| Silvio Fauner                                                           | achtervolging 10 km+15 km (m) | 7e        | +1.57,0 (10 km:28.53 + 15 km:38.41,9)               |
| Gianfranco Polvara                                                      | 30 km klassiek (m)            | 20e       | 1:26.26,2 (+3.58,4)                                 |
| Gianfranco Polvara                                                      | 50 km vrije stijl (m)         | 10e       | 2:09.27,8 (+5.46,3)                                 |
| Giuseppe Puliè                                                          | 30 km klassiek (m)            | 16e       | 1:26.02,4 (+3.34,6)                                 |
| Alfred Runggaldier                                                      | 50 km vrije stijl (m)         | 11e       | 2:10.03,1 (+6.21,6)                                 |
| Fulvio Valbusa                                                          | 30 km klassiek (m)            | 17e       | 1:26.07,1 (+3.39,3)                                 |
| Giorgio Vanzetta                                                        | 10 km klassiek (m)            | 7e        | 28.26,9 (+50,9)                                     |
| Giorgio Vanzetta                                                        | 50 km vrije stijl (m)         | Brons     | 2:06.42,1 (+3.00,6)                                 |
| Giorgio Vanzetta                                                        | achtervolging 10 km+15 km (m) | Brons     | +54,3 (10 km:28.26 + 15 km:38.06,2)                 |
| Team Giuseppe Puliè Marco Albarello Giorgio Vanzetta Silvio Fauner      | 4x10 km estafette (m)         | Zilver    | 1:40.52,7 (+1.26,7) 26.01,8 25.01,4 24.41,2 25.08,3 |
|                                                                         |                               |           |                                                     |
| Stefania Belmondo                                                       | 5 km klassiek (v)             | 4e        | 14.26,2 (+12,4)                                     |
| Stefania Belmondo                                                       | 15 km klassiek (v)            | 5e        | 44.02,4 (+1.41,6)                                   |
| Stefania Belmondo                                                       | 30 km vrije stijl (v)         | Goud      | 1:22.30,1                                           |
| Stefania Belmondo                                                       | achtervolging 5 km+10 km (v)  | Zilver    | +24,1 (5 km:14.26 + 10 km:26.05,8)                  |
| Laura Bettega                                                           | 30 km vrije stijl (v)         | 35e       | 1:33.49,3 (+11.19,2)                                |
| Manuela Di Centa                                                        | 5 km klassiek (v)             | 12e       | 14.55,4 (+41,6)                                     |
| Manuela Di Centa                                                        | 30 km vrije stijl (v)         | 6e        | 1:27.04,4 (+4.34,3)                                 |
| Manuela Di Centa                                                        | achtervolging 5 km+10 km (v)  | 10e       | +2.02,0 (5 km:14.55 + 10 km:27.14,7)                |
| Gabriella Paruzzi                                                       | 5 km klassiek (v)             | 23e       | 15.13,9 (+1.00,1)                                   |
| Gabriella Paruzzi                                                       | 15 km klassiek (v)            | 9e        | 44.44,0 (+2.23,2)                                   |
| Gabriella Paruzzi                                                       | 30 km vrije stijl (v)         | 12e       | 1:28.18,1 (+5.48,0)                                 |
| Gabriella Paruzzi                                                       | achtervolging 5 km+10 km (v)  | 16e       | +2.45,1 (5 km:15.14 + 10 km:27.38,8)                |
| Bice Vanzetta                                                           | 5 km klassiek (v)             | 28e       | 15.28,4 (+1.14,6)                                   |
| Bice Vanzetta                                                           | 15 km klassiek (v)            | dnf       | opgave                                              |
| Bice Vanzetta                                                           | achtervolging 5 km+10 km (v)  | 20e       | +2.55,0 (5 km:15.28 + 10 km:27.34,7)                |
| Team Bice Vanzetta Manuela Di Centa Gabriella Paruzzi Stefania Belmondo | 4x5 km estafette (v)          | Brons     | 1:00.25,9 (+51,1) 16.01,7 14.52,1 15.23,3 14.08,8   |

### Rodelen
| Olympiër                     | Discipline | Resultaat | Prestatie                                             |
| ---------------------------- | ---------- | --------- | ----------------------------------------------------- |
| Norbert Huber                | mannen     | 4e        | 3.02,973 (+0,610) (45,506 / 45,400 / 46,105 / 45,962) |
| Oswald Haselrieder           | mannen     | 7e        | 3.03,276 (+0,913) (45,698 / 45,319 / 46,252 / 46,007) |
| Gerhard Plankensteiner       | mannen     | 11e       | 3.03,908 (+1,545) (45,676 / 45,752 / 46,313 / 46,167) |
| Gerda Weissensteiner         | vrouwen    | 4e        | 3.07,673 (+0,977) (46,954 / 46,988 / 46,894 / 46,837) |
| Natalie Obkircher            | vrouwen    | 19e       | 3.09,901 (+3,205) (47,432 / 47,423 / 47,556 / 47,490) |
| Hansjörg Raffl Norbert Huber | dubbel     | Brons     | 1.32,298 (+0,245) (46,114 / 46,184)                   |
| Kurt Brugger Wilfried Huber  | dubbel     | 5e        | 1.32,810 (+0,757) (46,447 / 46,363)                   |

### Schaatsen
| Olympiër             | Discipline   | Resultaat | Prestatie         |
| -------------------- | ------------ | --------- | ----------------- |
| Alessandro De Taddei | 1500 m (m)   | 30e       | 2.00,86 (+6,05)   |
| Roberto Sighel       | 1500 m (m)   | 11e       | 1.57,32 (+2,51)   |
| Roberto Sighel       | 5000 m (m)   | 14e       | 7.16,55 (+16,58)  |
| Roberto Sighel       | 10.000 m (m) | 9e        | 14.38,23 (+26,11) |
|                      |              |           |                   |
| Elena Belci          | 1500 m (v)   | 19e       | 2.10,75 (+4,88)   |
| Elena Belci          | 3000 m (v)   | 14e       | 4.34,28 (+14,38)  |
| Elena Belci          | 5000 m (v)   | 10e       | 7.50,42 (+18,85)  |
| Elke Felicetti       | 3000 m (v)   | 23e       | 4.44,14 (+24,24)  |
| Elke Felicetti       | 5000 m (v)   | 20e       | 8.08,44 (+36,87)  |

### Schansspringen
| Olympiër                                    | Discipline                     | Resultaat | Prestatie |
| ------------------------------------------- | ------------------------------ | --------- | --- |
| Roberto Cecon                               | normale schans individueel (m) | 37e       | 185,5 punten 94,3 p. (80,5 m) + 91,2 p. (79,5 m)                                                                            |
| Roberto Cecon                               | grote schans individueel (m)   | 32e       | 141,9 punten 68,0 p. (95,0 m) + 73,9 p. (98,5 m)                                                                            |
| Ivan Lunardi                                | normale schans individueel (m) | 22e       | 193,2 punten 104,1 p. (86,0 m) + 89,1 p. (78,5 m)                                                                           |
| Ivan Lunardi                                | grote schans individueel (m)   | 7e        | 185,2 punten 99,2 p. (110,5 m) + 86,0 p. (102,5 m)                                                                          |
| Ivo Pertile                                 | normale schans individueel (m) | 52e       | 169,7 punten 84,6 p. (76,0 m) + 85,1 p. (76,0 m)                                                                            |
| Ivo Pertile                                 | grote schans individueel (m)   | 38e       | 133,2 punten 71,2 p. (95,5 m) + 62,0 p. (90,0 m)                                                                            |
| Team Ivo Pertile Roberto Cecon Ivan Lunardi | grote schans team (m)          | 13e       | 472,2 punten 78,0 p. (100,0 m) + 68,7 p. (95,5 m) 108,1 p. (116,5 m) + 68,9 p. (96,0 m) 76,2 p. (98,0 m) + 72,3 p. (97,0 m) |

### Shorttrack
| Olympiër                                                         | Discipline           | Resultaat | Prestatie                                   |
| ---------------------------------------------------------------- | -------------------- | --------- | ------------------------------------------- |
| Hugo Herrnhof                                                    | 1000 m (m)           | 12e       | dnq, kf 4 (3e): 1.34,85, vr 1 (2e): 1.33,35 |
| Orazio Fagone                                                    | 1000 m (m)           | 24e       | dnq, vr 8 (4e): 1.34,91                     |
| Orazio Fagone Hugo Herrnhof Roberto Peretti Mirko Vuillermin     | 5000 m aflossing (m) | 8e        | dnq, hf 2 (4e): 7.32,80, vr 2 (2e): 7.28,32 |
|                                                                  |                      |           |                                             |
| Marinella Canclini                                               | 500 m (v)            | 11e       | dnq, kf 2 (4e): 1.27,18, vr 7 (1e): 47,00   |
| Cristina Sciolla                                                 | 500 m (v)            | 22e       | dnq, vr 5 (3e): 52,53                       |
| Marinella Canclini Maria Candido Ketty La Torre Cristina Sciolla | 3000 m aflossing (v) | 7e        | dnq, hf 1 (4e): 4.47,31                     |

### IJshockey
| Olympiër | Discipline | Resultaat | Prestatie |
| --- | ---------- | --------- | --- |
| David Delfino Michael Zanier Giocondo Camazzola Robert Manno Toni Circelli Mike De Angelis Bill Stewart Giovanni Marchetti Georg Comploi Robert Oberrauch Giuseppe Foglietta Santino Pellegrino Rick Morocco Martino Soracreppa Ivano Zanatta John Vecchiarelli Emilio Iovio Robert Ginnetti Marco Scapinello Lucio Topatigh Frank Nigro Bruno Zarrillo | mannen     | 12e       | Voorronde groep A: 3- 6 Italië - Verenigde Staten 3- 7 Italië - Zweden 7- 1 Italië - Polen 2- 5 Italië - Duitsland 3- 5 Italië - Finland Wedstrijd om 9e t/m 12e plaats: 3- 5 Italië - Noorwegen Wedstrijd om de 11e plaats: 1- 4 Italië - Polen |

Algerije · Amerikaanse Maagdeneilanden · Andorra · Argentinië · Australië · België · Bermuda · Bolivia · Brazilië · Bulgarije · Canada · Chili · China · Chinees Taipei · Costa Rica · Cyprus · Denemarken · Duitsland · Estland · Filipijnen · Finland · Frankrijk · Gezamenlijk team · Griekenland · Groot-Brittannië · Honduras · Hongarije · Ierland · IJsland · India · Italië · Jamaica · Japan · Joegoslavië · Kroatië · Letland · Libanon · Liechtenstein · Litouwen · Luxemburg · Marokko · Mexico · Monaco · Mongolië · Nederland · Nederlandse Antillen · Nieuw-Zeeland · Noord-Korea · Noorwegen · Oostenrijk · Polen · Puerto Rico · Roemenië · San Marino · Senegal · Slovenië · Spanje · Swaziland · Tsjecho-Slowakije · Turkije · Verenigde Staten · Zuid-Korea · Zweden · Zwitserland